# Ansoumane Doré
 (mars 2012).
Pour les articles homonymes, voir Doré.
Ansoumane Doré, né le 3 avril 1936 en Guinée et mort le 24 mars 2016 à Dijon, est un économiste français d’origine guinéenne.

## Parcours

### Jeunesse et études
Après avoir suivi un enseignement à l'école primaire de Boola et Beyla de 1943 à 1949, il a poursuivi sa scolarité jusqu’au baccalauréat au collège classique (équivalent du lycée en France) de Conakry, de 1949 à 1956.
Recruté instituteur à Boké en Guinée (1956-1957), il fait par la suite le choix de poursuivre des études supérieures en France en s’inscrivant en classe préparatoire au lycée Henri-Poincaré à Nancy, pour intégrer l’École nationale de la France d'outre-mer (ENFOM). 
Après le référendum du 28 septembre 1958, et le « Non » de la Guinée à la Communauté française, il réoriente son parcours vers l’université. 
Ainsi, en octobre 1958, il s’inscrit à l'Université de Dijon, en faculté de droit et de sciences économiques, où il obtient une licence d'économie en 1962, puis un DES en 1964, et enfin son doctorat en 1970. Il s'inscrit également en faculté de lettres et sciences humaines, où il obtient une licence en sociologie en 1963.

### Parcours professionnel
En 1965, il devient fonctionnaire à l'Institut national de la statistique et des études économiques. Il conserve ce poste jusqu'en 1971, date à laquelle il devient enseignant-chercheur, professeur à l'Université de Bourgogne, à la faculté de sciences économiques et de gestion. Il y restera jusqu'en 2001, malgré des postes courts à l'étranger : professeur-visiteur à l'Université Nationale du Zaïre (1974) et professeur à l'École supérieure de Commerce de Dijon (1978-1980).
Il s’est particulièrement engagé dans la sphère publique en produisant notamment de nombreuses analyses politiques et économiques sur la Guinée. 

## Distinction
- « Médaillé des palmes académiques »

## Œuvres
Ouvrages
- Les sociétés de développement régional (SDR) et le financement des petites et moyennes entreprises', 90 pages, Faculté de Droit et de Sciences économiques de Dijon, 1964.
- Évolution démographique et croissance économique régionale. L'exemple de la Bourgogne, 1801-1968 - Thèse de Doctorat d'État en Sciences économiques, Dijon 1970, 2 volumes, 745 pages.
- Inventaire régional des statistiques sanitaires et sociales, in Cahiers démographiques et économiques de Bourgogne, no 1, 1970, numéro spécial du Bulletin statistique de l'INSEE, 118 pages.
- L'analyse démographique de la Bourgogne au cours de la période 1954-1968 (Collection Cahier de l'Institut d'Économie Régionale – IER -, Faculté de Sciences économiques et de Gestion, n°15, 1970), tome 1, 219 pages, tome 2, 112 pages.
- Le tertiaire supérieur dans la région dijonnaise – Analyse de l'offre et de la demande (collaboration avec Gérard Pélissonnier), Collection Cahiers de l'IER n°18, 1973, 155 pages.
- Activités économiques de la région dijonnaise - Évolution récente et perspectives (en collaboration avec Gérard Pélissonnier, Collection Cahiers de l'IER, n°19, 1974, 130 pages.
- Le Morvan – Analyse socio-économique, 1954-1978 (en collaboration avec Monique Rebours), Collection Cahiers de l'IER n°25, 1978, 141 pages.
- La population de la Bourgogne au cours de la période 1954-1978, Collection Cahier de l'IER n°23, 1979, 354 pages.
- Bourgogne – Regards sur l'évolution économique et sociale depuis 1960 (ouvrage collectif sous la direction de J. Perreur, Dijon 1982, 416 pages.
- Économie et société en République de Guinée, 1958-1984 et perspectives, Éditions Bayardère, Malakoff, 1986, 518 pages.

Romans
- Ce sera à l'ombre des cocotiers, Nouvelles éditions Bayardère, Malakoff, 1987.
- Allamako à l'ombre des fromagers, Éditions Klanba, Paris, 2007.

Articles
- Les migrations alternantes des travailleurs en Bourgogne en 1968 (Bulletin de statistiques de l'INSEE, Direction régionale, 3e trimestre 1970).
- L'évolution de l'emploi en Bourgogne, Dimensions économiques de la Bourgogne, INSEE, no 1 1971.
- Les migrations de populations en Bourgogne de 1954 à 1968, Dimensions économiques, INSEE, no 3, Études et synthèses, 1972.
- Quelques enseignements de tendances d'évolution comparée de la population active dans la région de Bourgogne et dans l'ensemble de la France de 1954 à 1968, Revue de l'économie du Centre-Est (RECE), publiée avec le concours du Centre national de la recherche scientifique, (CNRS), n°47 et n°48, 1970.
- Le peuplement d'un quartier nouveau de Dijon : la Fontaine d'Ouche (RECE, n°55-56, 1970)
- La population des pays du Marché commun européen, problèmes économiques et sociaux (RECE n° 57-58, 1972).
- Problèmes de localisation et d'aménagement des zones industrielles en France – résultats pour la Bourgogne en 1973 (RECE no 59, 1973).
- Les services aux entreprises dans la région dijonnaise – offre et demande (en collaboration avec Gérard Pélissonnier, RECE no 62-63, 1973).
- Les sociétés de développement régionales en France - SDR - (en collaboration avec E. Simonet, RECE no 64, 1974).
- Le Morvan - Bilan économique des vingt dernières années, 1954-1974 (RECE, no 65-66, 1974).
- La réduction de la durée du travail peut-elle constituer un remède à la montée du chômage en France, (RECE, no 70, 1975).
- Un aspect de l'évolution démographique en Bourgogne : l'exode rural et ses causes, (RECE, no 73-74, 1976).
- Établissement d'une typologie des régions françaises (en collaboration avec Gérard Pélissonnier, RECE, no 78, 1977).
- Modèle de comportements régionaux en matière d'emploi et de salaire, (l'Économie du Centre-Est -ECE- no 1, 1979).
- Développement économique et aménagement du territoire en Côte d'Ivoire 1960-1980, (ECE, no 2 1980).
- Le charbon en Bourgogne : l'activité des Houillères de Blanzy, (ECE, no 3, 1981).
- Un instrument de connaissance des relations intersectorielles : le tableau d'échanges interindustriels régional -T.E.I.R - (ECE, no 4, 1982).
- Vingt ans d'évolution de l'emploi en Bourgogne, 1964-1984, (ECE, no 4, 1984).
- L'évolution démographique bourguignonne de la période 1975-1982, (ECE, no 1, 1985).
- Le logement en Bourgogne – structure et évolution, 1962-1986, (ECE, no 4, 1986).
- Emploi, crise et structure industrielle en Bourgogne, 1977-1987, (ECE, no 4, 1988).
- De l'endettement au surendettement des ménages français – Illustration du cas bourguignon, 1984-1990, (ECE, no 1, 1991).
- Numéros spéciaux de RECE et de l'ECE sur le bilan annuel de l'activité économique régionale en Bourgogne et en Franche-Comté de 1975 à 1992: contributions d'A. Doré:
  - l'emploi et le marché du travail ;
  - la conjoncture du bâtiment et des travaux publics ;
  - la situation financière régionale.
- Juger la Guinée sans haine ni passion (Jeune Afrique, no 1344, 1986).
- Les aspects socio-économiques de la population françaises, in Profils économiques, revue trimestrielle - L'économie française, Éditions Marketing, Paris / contributions d'A. Doré :
  - la société française et les problèmes de l'école et de la formation, no 1, Juillet-Septembre 1980 ;
  - emploi et conditions du travail de la population, no 2, Octobre-Décembre 1980 ;
  - cadre et conditions de vie des Français, no 3, Janvier-Mars 1981.
- Analyse socio-économique du département de Saône-et-Loire. Comparaison avec quelques départements limitrophes, in Image de Saône-et-Loire, revue trimestrielle, no 46 et 47, 1981.
- Articles divers sur la Guinée sur sites internet

Colloques et congrès
- Un aspect du passé économique de la Bourgogne : les forges et les hauts fourneaux au XIXe siècle – leur rôle dans l'évolution démographique de cette région (communication au colloque de l'Association interuniversitaire de l'Est, Metz, 1972) in Actes du colloque, Université de Metz, 1974.
- L'analyse des zones déprimées – les zones déprimées en Bourgogne (Société française d'économie rurale, les 27 et 28 octobre 1976 à l'Institut National

Agronomique, Paris – Une exposition des travaux actuels de sciences humaines dans le monde rural).
- L'exemple de la liaison Rhin-Méditerranée dans les effets d'entraînements des investissements d'infrastructures de réseaux de transports (colloque de l'Association interuniversitaire de l'Est, Dijon 1975), in Actes du colloque, Université de Dijon, 1977.
- La métallurgie de la Nièvre du XIXe siècle à nos jours (communication au 49e Congrès de l'Association Bourguignonne des Sociétés Savantes - A.B.S.S.-, Nevers, 1978) in Actes du Congrès, Société Académique du Nivernais, Nevers, 1979.
- Troisième colloque franco-polonais, Poznań, Pologne, Avril 1979 : communication - approche macro-économique de l'espace régional.
- Évolution sociodémographique du Val de Saône (communication au 50e Congrès de l'A.B.S.S., Mâcon, 1980) in Actes du Congrès, Académie de Mâcon, 1980.
- Buffon, précurseur de mathématiques économiques dans « Essai d'arithmétique morale » (communication au 51e Congrès de l'A.B.S.S. Montbard 1980, in Actes du Congrès, Montbard, 1981.
- Évolution socio-économique de la région d'Autun (communication au Congrès de l'A.B.S.S. Autun, 1988.
- Évolution sociale de l'Arrondissement de Charolles (communication au Congrès de l'A.B.S.S. Paray-le-Monial), 1992, in Actes du Congrès, Dijon 1993.
- Vauban, de la statistique à l'économie (communication au colloque du Centre Condorcet de l'Avallonnais, sur Vauban, précurseur des Lumières ? 30 et 31 mars 2007, in Actes du colloques, Avallon, 2007.
- La Guinée face à la mondialisation, Communication au colloque de l'Association des Jeunes Guinéens de France – AJGF -, Février 2008 à Paris, in La Guinée face à la mondialisation, ouvrage publié sous la Direction de Karamo Kaba et d'Idrissa Barry, Éditions l'Harmattan, Paris, 2008.